# 스파이로딕티온과
스파이로딕티온과(Sphaerodictyaceae)는 녹조강 클라미도모나스목에 속하는 녹조류과의 하나이다. 3속 4종으로 이루어져 있다.

## 하위 속
- 딕티아스룸속 (Dictyastrum) Beck-Mannagetta [Beck von Mannagetta], 1926 - 유일종 D. mirabile
- 펙토딕티온속 (Pectodictyon) Taft, 1945 - 2종
- 스파이로딕티온속 (Sphaerodictyon) C.-C.Jao, 1978 - 유일종 S. coelastroides